# Soldados rojos de Dios
Los Soldados rojos de Dios o Los Pulahan es un grupo civil cristiano católico de autodefensa que se creó el 14 de febrero de 2016 para hacer frente a los grupos yihadistas, separatistas y comunistas que se crearon a raíz de la Insurgencia terrorista que azota a Filipinas desde los años 60. A pesar de autodenominarse cristiano y su existencia se basa en pura autodefensa, la Iglesia católica lo rechaza porque —según ellos— eso llevaría a agravar más la situación de los cristianos y la población en general en Filipinas.